# Квалто (Болоња)
Квалто (итал. Qualto) је насеље у Италији у округу Болоња, региону Емилија-Ромања.
Према процени из 2011. у насељу је живело 85 становника. Насеље се налази на надморској висини од 757 м.